# Schloss Schwedesdorf

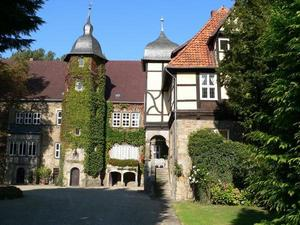
Schloss Schwedesdorf

Schloss Schwedesdorf ist eine von 1596 bis 1600 erbaute Schlossanlage in Lauenau in Niedersachsen, die seit der Erbauung im Besitz der Freiherren von Münchhausen steht. 

## Beschreibung

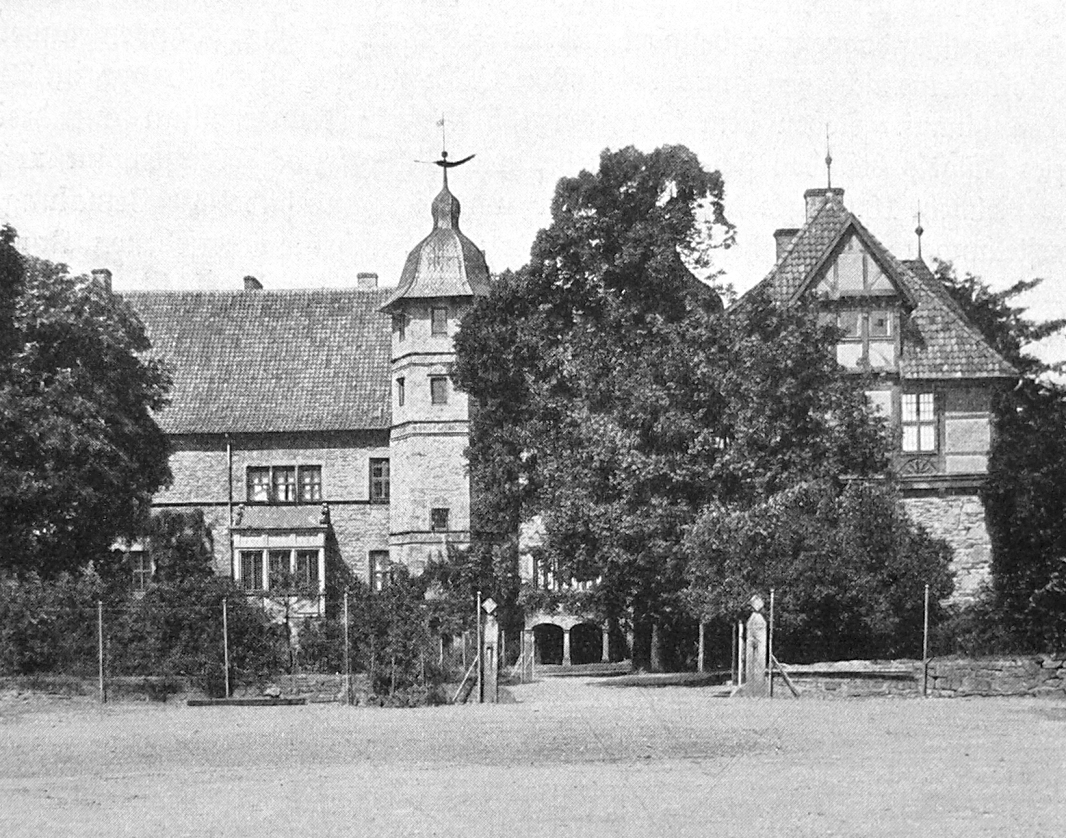
Ansicht um 1912

Das Schloss besteht aus einem Haupt- und einem Nebenhaus, die rechtwinklig zueinander stehen. An einem Gebäude steht ein 1606 nachträglich angebauter sechseckiger Treppenturm. Im 19. Jahrhundert wurde das Fachwerkobergeschoss erneuert. In den Jahren 1892 und 1893 kam es durch Hermann Schaedtler zu Umbauten und zu Erweiterungsbauten. Im Inneren des Schlosses gibt es drei Kamine, die mit Roll-, Beschlag und Schweifwerk verziert sind. Auf der Westseite des Schlosses befindet sich ein öffentlich zugänglicher Garten mit exotischen Bäumen.

## Geschichte
Bereits 1377 wurde die weiße Linie des Adelsgeschlechts Münchhausen von den Grafen von Schauenburg und Holstein mit dem halben Zehnten zu Schwedesdorf belehnt, zeitgleich mit drei Höfen im benachbarten Apelern. Dieses freie Burglehn in der Vorburg zu Lauenau diente, wie bei anderen Burgmannen auf dem Amtsschloss Lauenau auch, zu ihrer Versorgung. Im Jahre 1594 teilten sich drei Brüder das Erbe auf: Claus erhielt Apelern (mit dem 1560–1561 erbauten Renaissanceschloss, das sich ebenfalls noch im Familienbesitz befindet) und Nienfeld, Otto Lauenau und Ludolf das von der Mutter Heilwig Büschen herrührende Erbe in Hessisch Oldendorf und Remeringhausen. 
Erbauer von Schloss Schwedesdorf war Otto von Münchhausen, der seit 1583 Drost auf dem Amtsschloss war. Er begann 1596 mit der Errichtung eines eigenen Schlosses Schwedesdorf auf dem alten Münchhausen’schen Burgmannshof in unmittelbarer Nachbarschaft, um diesen zu einem eigenen Rittergut aufzuwerten. Als Baumeister gilt der Hamelner Johann Hundertossen.
Im Jahr 1600 wurde der Bau fertiggestellt, seitdem ziert die Inschrift „Otto von Munnichhusen, Anno domini 1600“ einen Wappenstein. Im Jahr 1892 wurden Erker und Giebel angepasst und mit einer steinernen Inschrift versehen, die auch im Familienwappen der Münchhausens zu finden ist: „Mine Borg is God.“ Kurz nach der Fertigstellung des Schlosses verstarb Otto 1601 an einer Duellwunde, die er sich bei einer Hochzeit zugezogen hatte. 
In neuerer Zeit diente das Schloss Schwedesdorf als Alterssitz von Adelbert Hubertus Freiherrn von Münchhausen und seiner Gemahlin Annemarie, geb. Freiin von Münchhausen aus dem Hause Vitzenburg, die von ihrem Gut Groß Vahlberg bei Wolfenbüttel nach Lauenau übersiedelten.